# Jaime Garcia Goulart
Dom Jaime Garcia Goulart (Candelária do Pico, 10 de janeiro de 1908 — Ponta Delgada, 15 de abril de 1997) foi o primeiro bispo da Diocese de Díli, que governou como vigário-geral entre 22 de janeiro de 1940 e 17 de janeiro de 1941. Foi nomeado em 18 de janeiro de 1941 para o cargo de administrador apostólico, funções que exerceu até 11 de outubro de 1945. Finalmente, foi eleito bispo, governando a diocese de 12 de outubro de 1945 a 31 de janeiro de 1967.

## Formação e presbiterado
Jaime Garcia Goulart nasceu na freguesia da Candelária da ilha do Pico, filho de João Garcia Goulart e de Maria Felizarda Goulart. Foi parente pelo lado paterno e materno do cardeal D. José da Costa Nunes, já que a sua avó paterna, Isabel Emília da Costa, era irmã do pai do cardeal e a sua avó materna, Isabel Felizarda de Castro, era irmã da mãe do cardeal.
Inspirado pelo exemplo do primo, em 1921, com apenas 13 anos de idade, partiu para Macau em conjunto com outros 11 rapazes açorianos. Naquela cidade frequentou o Seminário Diocesano de São José. Ainda estudante de Teologia foi nomeado secretário do primo, então bispo de Macau.
Jaime Garcia Goulart aproveitou uma vinda aos Açores de D. José da Costa Nunes para concluir o curso teológico no Seminário Episcopal de Angra, cidade onde recebeu a ordenação sacerdotal a 10 de maio de 1931. Celebrou a sua missa nova a 15 de maio desse ano na si freguesa natal da Candelária do Pico.
Nesse mesmo ano regressou a Macau, cidade onde permaneceu até 1933, transferindo-se então para Timor, onde permaneceu até 1937 como comissário. Durante este período empenhou-se na fundação do Seminário Menor de Nossa Senhora de Fátima na missão de Soibada, o qual abriu as suas portas a 13 de outubro de 1936.
Em 1937 regressou a Macau onde permaneceu até 1940, ano em que regressou a Timor como de Vigário-Geral das missões daquele território.
Entretanto, graças aos esforços junto da Santa Sé de D. José da Costa Nunes, pela bula Sollemnibus conventionibus, de 4 de setembro de 1940, foi criada a diocese de Díli, ficando então sufragânea da Arquidiocese de Goa e Damão, sendo o padre Jaime Garcia Goulart nomeado, a 18 de janeiro de 1941, como o seu primeiro Administrador Apostólico. Desencadeada a Guerra no Pacífico, a situação em Timor agudizou-se, primeiro com a entrada de forças holandesas e australianas, a 17 de dezembro de 1941, e depois por uma brutal ocupação japonesa, em 19 fevereiro de 1942.
Jaime Garcia Goulart exercia ainda Administração Apostólica quando se viu envolvido "num incidente com os japoneses, por ter prestado assistência espiritual a alguns católicos australianos e haver emprestado o seu automóvel para o salvamento de um aviador ferido da R.A.F.". Assim, no dia 15 de dezembro de 1942, teve de deixar a Administração Apostólica e "onze sacerdotes e dez religiosas, com um grupo de portugueses", foram procurar refúgio na Austrália devido à ocupação japonesa daquele território.
Durante a Guerra do Pacifíco, no Timor português "quatro missionários encontraram a morte. Dois transmontanos, um nativo, o Pe. Abílio Caldas, e um terceirense, o Pe. Noberto Barros"
Terminada a Guerra, a Santa Sé nomeou a 12 de outubro de 1945 o padre Jaime Garcia Goulart como primeiro bispo de Díli. Estando na Austrália, a sua sagração foi realizada em Sydney, na Igreja de São Patrício, a 28 de outubro de 1945, sendo principal ordenante Giovanni Panico, então Arcebispo Titular de Iustiniana Prima e delegado apostólico na Austrália e futuro cardeal, e co-ordenantes Norman Thomas Gilroy, arcebispo de Sydney e futuro cardeal, e John Aloysius Coleman, bispo de Armidale. Assistiu o cônsul de Portugal em Sydney, Álvaro Brilhante Laborinho, e quase toda a comunidade portuguesa.

## Episcopado
Deu entrada solene na sua diocese de Díli a 9 de dezembro de 1945, encontrando-a devastada e com a maior parte das estruturas pastorais em ruínas como resultado da ocupação japonesa de Timor, que terminara alguns meses antes.
Como prelado de Timor, D. Jaime Garcia Goulart dedicou particular atenção à missionação e à formação de sacerdotes timorenses. Durante o período em que esteve à frente da diocese, o número de católicos na diocese passou de cerca de 30.000 para mais de 150.000 e o número de alunos das escolas missionárias passou de de 1.500 para 8.000. No campo da educação, mereceu-lhe particular atenção a formação de catequistas, processo que havia sido iniciado anos antes por D. João Paulino de Azevedo e Castro, ao tempo bispo de Macau, e a consolidação do Seminário Menor de N.ª Senhora de Fátima, em Soibada.
Por decreto de 23 de maio de 1964, o governo português agraciou-o com o oficialato da Ordem do Infante D. Henrique, que lhe foi concedido pelos serviços prestados no Timor português.
Alegando cansaço e com a saúde abalada, D. Jaime Garcia Goulart pediu à Santa Sé, em 1965, a designação de um bispo coadjutor com direito de sucessão, tendo sido designado para tal D. José Joaquim Ribeiro, bispo titular de Aegeae, que então servia na Arquidiocese de Évora. Instalado o seu sucessor, resignou em 31 de janeiro de 1967, permanecendo como bispo titular de Trofimiana. No dia 28 de fevereiro de 1967, "[m]ilhares de pessoas concentravam-se no aeroporto [de Díli], nas margens da pistas e no troço de estrada que lá conduz". Manteria título até 27 de janeiro de 1971, data em que o resignou, passando a bispo emérito de Díli.

## Episcopado-emérito
D. Jaime Garcia Goulart depois de resignar a sua diocese regressou aos Açores, onde chegou em agosto de 1967, fixando-se inicialmente na cidade da Horta, na ilha do Faial. Mudou-se depois para a ilha do Pico, onde na sua freguesia natal da Candelária dirigiu o Patronato Infantil da Casa de São José, instituição particular de solidariedade social fundada pelo seu primo cardeal D. José da Costa Nunes. Em 3 de novembro de 1985 foi um dos concelebrantes na cerimónia de bênção da Sé Catedral de Angra após a sua reconstrução dos danos causados pelos Sismo de 1 de Janeiro de 1980.
Motivos de saúde levaram-no a fixar residência junto de familiares em Rabo de Peixe, na ilha de São Miguel, vindo a falecer, com 89 anos de idade, na cidade de Ponta Delgada a 15 de abril de 1997.